# Clip point

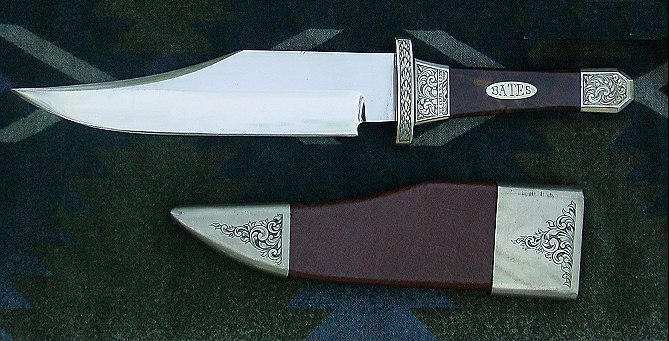
Clip point numa faca Bowie

Clip point é um estilo de lâmina de faca. A parte de trás da lâmina é uma curva côncava ou uma linha reta do ponto mais alto.
Variantes incluem o clip point Califórnia (uma parcela muito longo cortada) e o clip point Turco (parte extrema grampeado, possivelmente começando no punho, e uma borda curva).
O estilo da clip point permite um corte mais profundo e rápido(facas com clip point são mais finas na coluna). A drop point tem uma inserção um pouco mais lenta, devido à sua convexidade (a faca drop point sendo mais espessa na coluna). Assim, alguns dizem que a faca drop point permite um controle maior quando o corte tem um tempo mais lento de retirada. A clip point permite um corte mais rápido, com menor arrasto durante a inserção e uma retirada rápida.